# Dario Đaković
Dario Đaković (20 aprile 1987) è un ex calciatore austriaco, di ruolo difensore.

## Palmarès
- Erste Liga: 1

Wacker Innsbruck: 2009-2010